# Aroldo I d'Inghilterra
Aroldo I d'Inghilterra, in inglese Harold I o Harold Harefoot (1015 circa – Oxford, 17 marzo 1040), sarebbe stato figlio (illegittimo) di re Canuto il Grande d'Inghilterra, Danimarca, Norvegia e parte della Svezia, e di Ælfgifu di Northampton. C'è però chi dubita che egli fosse davvero il figlio di Canuto. Aroldo fu sovrano d'Inghilterra dal 1035 al 1040. Fu soprannominato Harefoot, cioè piede di lepre, forse per la sua passione per la caccia.

## Le leggende sulla paternità
Aroldo nacque attorno al 1015 e suo padre, dal punto di vista ufficiale, è sempre stato considerato Canuto I d'Inghilterra, tuttavia la Cronaca anglosassone dubita di questa asserzione ed anche il cronacotecario Florence di Worcester segue la stessa strada. Egli afferma che Canuto sarebbe stato incapace di generare figli e così la moglie Ælfgifu di Northampton avrebbe adottato il figlio di una coppia di stranieri e lo avrebbe fatto passare per suo.
Le cronache vogliono che Aroldo fosse figlio di un ciabattino, mentre l'altro figlio Svein di Norvegia fosse stato il figlio illegittimo di un prete. Tuttavia alcuni storici ritengono difficile che Canuto, un uomo di grande intelligenza politica che riuscì a conquistare i troni di Inghilterra e Norvegia si sia fatto ingannare in questo modo e sono più propensi a credere che tale tradizione, nata da un racconto popolare, possa essere figlia di voci denigratorie forse messe in giro da Emma di Normandia seconda moglie di Canuto e grande rivale di Ælfgifu
Dopo la morte di Canuto (12 novembre 1035), il legittimo erede al trono d'Inghilterra e di Danimarca avrebbe dovuto essere Canuto l'Ardito, figlio di Canuto il grande e della sua regina, Emma di Normandia. Ma dato che egli era impossibilitato a spostarsi per essere incoronato, poiché il suo regno danese era assediato da re Magnus I di Norvegia e da re Anund Jacob di Svezia, i più potenti nobili inglesi decisero allora di nominare Aroldo reggente temporaneo e ci riuscirono, nonostante l'opposizione di Godwin conte del Wessex e della regina Emma. Secondo lo storico Frank Stenton, è probabile che fosse la madre Aelgifu "a regnare davvero in Inghilterra".

## Il re
Aroldo venne incoronato nei primi mesi del 1035, anche se, secondo l'Encomium Emmae, Æthelnoth, Arcivescovo di Canterbury, rifiutò di incoronarlo e tale gesto era legalmente necessario per divenire re. Secondo la cronaca l'arcivescovo pose lo Scettro e la corona sopra l'altare della chiesa, probabilmente la Cattedrale di Canterbury e offrirsi di consacrare un sovrano senza l'ausilio delle insegne regali era un onore ben vuoto. Sempre secondo la cronaca l'arcivescovo proibì agli altri vescovi di rimuoverli dall'altare ed egli stesso si rifiutò di farlo. Il racconto prosegue con il dire che Aroldo minacciò e tentò di corrompere il prelato senza ottenere soddisfazione e alla fine per protesta rigettò la fede cristiana rifiutandosi di partecipare ai servizi religiosi mentre non era incoronato occupando il proprio tempo con la caccia.
L'Encomium tace di un evento citato invece dalla cronaca anglosassone e che, cioè, Aroldo venne accettato come re dal Witan che si era riunito a Oxford, capo dei suoi sostenitori era Leofrico di Coventry, mentre a capo dell'opposizione c'era Godwin del Wessex. Vi sono prove, anche, del fatto che Ælfgifu tentò di corrompere alcuni nobili per assicurare meglio la posizione del figlio. Nel 1036 Gunilde di Danimarca era andata in moglie a Enrico III il Nero e un prelato, al servizio del Sacro Romano Impero, a nome Immo, scrisse ad Azecho, vescovo di Worms riportanto informazioni sulla situazione in Inghilterra fra cui il fatto che Ælfgifu stava tentando di ottenere maggior supporto per il figlio tramite preghieri e corruzione e legando i nobili a lei ad Aroldo tramite giuramenti di fedeltà.
All'inizio il Regno d'Inghilterra era diviso in due, Aroldo governava la parte a nord del Tamigi, mentre l'area a sud era governata da Godwin ed Emma che reggevano la regione in vece dell'assente Canuto. Tuttavia Godwin non poté opporsi a lungo, con gli uomini del nord al fianco del di Aroldo dovette infine piegarsi a un accordo stipulato con Aroldo per il quale Emma doveva essere confinata con i propri Huscarl a Winchester.
A Godwin ormai non restava che cambiare ufficialmente partito, Guglielmo di Malmesbury asserisce che egli era stato sovrastato da Aroldo sia in termini di potere che in termini numerici e nel 1037, dice la Cronaca anglosassone, Emma fuggì a Bruges e Aroldo "fu scelto ovunque come re". I dettagli che furono dietro a questo evento non sono chiari, la versione E della cronaca fa un balzo dall'Aroldo reggente all'Aroldo sovrano, mentre le versioni C e D non fanno distinzione fra le due fasi. Alcuni storici ritengono che la morte di Svein di Norvegia avvenuta proprio nel 1035 abbia rafforzato la posizione di Aroldo che passò dallo status di secondogenito a quello di figlio più anziano ancora vivente e con il fratellastro Canuto ancora assente e incapace di fare effettiva pressione sull'acquisizione del trono inglese.
Secondo lo storico Frank Stenton, è probabile che fosse la madre Aelgifu "a regnare davvero in Inghilterra". Altri storici puntano lo sguardo sul fatto che nel Pieno Medioevo spesso era il potere militare a determinare la successione a un trono, il figlio maggiore poteva anche avere maggiori diritti ereditari, ma perderli in favore di un fratello più giovane o di un altro pretendente che era dotato di un maggior potere militare ed effettivamente la storia di Aroldo può essere ascritta a questo secondo esempio. L'XI secolo offre altri esempi in questo senso, Magnus I di Norvegia che era tutt'altro che un signore della guerra regnò per circa dieci anni prima che suo zio Harald III di Norvegia non lo sfidasse, Harald era un esperto capo militare ed ebbe presto la meglio.
Allo stesso modo Baldovino VI di Fiandra venne succeduto non dal figlio maggiore, ma dal fratello Roberto I di Fiandra e Roberto II di Normandia perse il trono inglese a favore di due suoi fratelli Enrico I d'Inghilterra e Guglielmo il Conquistatore.
Con l'intero regno inglese nelle mani di Aroldo il fratellastro Canuto non avrebbe mai potuto puntare alla corona senza mettere insieme un esercito adeguato. Canuto restò quindi in Danimarca forse perché consapevole di non avere abbastanza supporto anche se, sicuramente, era in attenta attesa del momento buono per sfidarlo. Aroldo regnò incontrastato fra il 1037 e il 1040 e la cronaca anglosassone tace sugli eventi occorsi in quel lasso di tempo riportando solo di alcune schermaglie con i gallesi nel 1039 in cui morirono alcuni nobili, Eadwine di Mercia (fratello di Leofrico), Thurkil, ed Ælfgeat, sempre in quell'anno si cita l'arrivo di un'enorme burrasca, ma senza altri dettagli.

## La fallita invasione
Nel 1036, Aroldo vanificò un tentativo di detronizzarlo: i fratellastri Alfred Aetheling ed Edoardo il Confessore, i figli che Emma aveva avuto da Etelredo l'Impreparato, tornarono dal loro esilio in Normandia con l'intenzione di prendere la corona. Guglielmo di Poitiers sosteneva che i due giovani volessero la corona per loro stessi, mentre altri storici ritengono che abbiano agito sulla spinta della madre che voleva usarli contro Aroldo. Questo potrebbe voler dire che Emma aveva abbandonato la causa dell'altro figlio Canuto in favore di questi due, forse per rafforzare la propria posizione personale. L'Encomium vuole che sia stato lo stesso Aroldo ad attirare Alfred ed Edoardo in Inghilterra inviandogli una lettera falsa che doveva passare per una della madre, Emma, dove ella lamentava i comportamenti di Aroldo contro di lei chiedendo ai figli di raggiungerla per proteggerla ed alcuni storici sono inclini a considerarla vera.
Guglielmo di Jumièges scrisse che già nel 1036 Edoardo aveva fatto un raid contro Aroldo condotto per altro con successo verso la città di Southampton per poi ripartire velocemente per la Normandia. Tale rapida ritirata pare confermare le asserzioni di Guglielmo secondo le quali Edoardo aveva bisogno di un esercito più grande per poter fare pressione su Aroldo e tentare di prendere la corona.
Con la propria scorta personale Alfred si mosse per fare visita alla madre a Winchester e tale viaggio poteva avere altri motivi che una semplice riunione famigliare, ma Alfredo fu fatto prigioniero da Godwin, che sembra ora dalla parte di Aroldo, e portato ad Ely via nave dove venne accecato. Alfred morì poco dopo per le ferite e non è difficile immaginare come quest'evento abbia condizionato i futuri rapporti di Edoardo e Godwin che riteneva quest'ultimo responsabile per la morte del fratello.
La fallita invasione di Alfred ed Edoardo mostra come Aroldo avesse ormai l'appoggio della nobiltà anglo-danese e che i Wessex avevano perso l'appoggio di buona parte della nobiltà inglese. Anche fra Aroldo ed Emma si venne a un dunque ed ella dovette andare di nuovo in esilio.

## La fine
Aroldo morì improvvisamente il 17 marzo 1040 alla relativamente giovane età di 24 anni circa e fu sepolto presso l'Abbazia di Westminster, proprio mentre Canuto preparava un attacco in forze. Una volta che Canuto ebbe preso il trono il suo corpo venne esumato, decapitato e gettato in un Cariceto presso il Tamigi. Alcuni pescatori lo recuperarono e lo seppellirono presso il cimitero di una chiesa chiamata, molto appropriatamente Chiesa di San Clemente dei Danesi.
Dopo la morte del figlio di Ælfgifu si perde ogni traccia e la data di morte non è nota.
Secondo la tradizione Aroldo avrebbe avuto una moglie, Ælfgifu, che gli avrebbe dato un figlio, Ælfwine, che divenne monaco e che, da vecchio, prese il nome religioso di Alboino.

## Ascendenza
|                        |   |                        | Genitori               |  |  | Nonni |  |  | Bisnonni              |  |  | Trisnonni       |  |
|                        |   |                        |                        |  |  |       |  |  | Aroldo I di Danimarca |  |  | Gorm il Vecchio |  |
|                        |   |                        |                        |  |  |       |  |  | Aroldo I di Danimarca |  |  | Gorm il Vecchio |  |
|                        |   | Thyra                  |                        |  |  |       |  |  | Aroldo I di Danimarca |  |  |                 |  |
| Sweyn I di Danimarca   |   |                        |                        |  |  |       |  |  | Aroldo I di Danimarca |  |  |                 |  |
|                        |   | Gyrid di Svezia        | Olof (II) Björnsson    |  |  |       |  |  |                       |  |  |                 |  |
|                        |   | Gyrid di Svezia        | Olof (II) Björnsson    |  |  |       |  |  |                       |  |  |                 |  |
|                        |   | Gyrid di Svezia        | Ingeborg Thrandsdotter |  |  |       |  |  |                       |  |  |                 |  |
| Canuto I d'Inghilterra |   | Gyrid di Svezia        |                        |  |  |       |  |  |                       |  |  |                 |  |
|                        |   | Miecislao I di Polonia | Siemomysł              |  |  |       |  |  |                       |  |  |                 |  |
|                        |   | Miecislao I di Polonia | Siemomysł              |  |  |       |  |  |                       |  |  |                 |  |
|                        |   | Miecislao I di Polonia | Gorka (forse)          |  |  |       |  |  |                       |  |  |                 |  |
| Sigrid la Superba      |   | Miecislao I di Polonia |                        |  |  |       |  |  |                       |  |  |                 |  |
|                        |   | Dubrawka               | Boleslao I di Boemia   |  |  |       |  |  |                       |  |  |                 |  |
|                        |   | Dubrawka               | Boleslao I di Boemia   |  |  |       |  |  |                       |  |  |                 |  |
|                        |   | Dubrawka               | Biagota                |  |  |       |  |  |                       |  |  |                 |  |
| Aroldo I d'Inghilterra |   | Dubrawka               |                        |  |  |       |  |  |                       |  |  |                 |  |
|                        | … | …                      |                        |  |  |       |  |  |                       |  |  |                 |  |
|                        | … | …                      |                        |  |  |       |  |  |                       |  |  |                 |  |
|                        | … | …                      |                        |  |  |       |  |  |                       |  |  |                 |  |
| Ælfhelm di Northumbria | … |                        |                        |  |  |       |  |  |                       |  |  |                 |  |
|                        |   | …                      | …                      |  |  |       |  |  |                       |  |  |                 |  |
|                        |   | …                      | …                      |  |  |       |  |  |                       |  |  |                 |  |
|                        |   | …                      | …                      |  |  |       |  |  |                       |  |  |                 |  |
| Ælfgifu di Northampton |   | …                      |                        |  |  |       |  |  |                       |  |  |                 |  |
|                        |   | …                      | …                      |  |  |       |  |  |                       |  |  |                 |  |
|                        |   | …                      | …                      |  |  |       |  |  |                       |  |  |                 |  |
|                        |   | …                      | …                      |  |  |       |  |  |                       |  |  |                 |  |
| …                      |   | …                      |                        |  |  |       |  |  |                       |  |  |                 |  |
|                        |   | …                      | …                      |  |  |       |  |  |                       |  |  |                 |  |
|                        |   | …                      | …                      |  |  |       |  |  |                       |  |  |                 |  |
|                        |   | …                      | …                      |  |  |       |  |  |                       |  |  |                 |  |
|                        |   | …                      |                        |  |  |       |  |  |                       |  |  |                 |  |